# Söderala
Söderala è un'area urbana della Svezia situata nel comune di Söderhamn, contea di Gävleborg.
La popolazione rilevata nel censimento 2010 era di 949 abitanti .